# 大成镇 (宣汉县)
大成镇，是中华人民共和国四川省达州市宣汉县下辖的一个乡镇级行政单位。

## 行政区划
大成镇下辖以下地区：
文城社区、石笋村、下河村、回龙村、瓦窑村、石柱村、锁辖村、田岭村、马滩村、柏林村、大地村、千岭村、长新村和金宝村。